# Музеј Марка Миљанова
Музеј Марка Миљанова је меморијални музеј посвеђен животу, раду и делу Марка Миљанова, једне од најзначајнијих личности у историји Црне Горе, војводи, песнику и државнику. Отворен је 23. октобра 1971. године сталном музејском поставком. Смештен је у родној кући Марка Миљанова на Медуну, десетак километара удаљен од Подгорице. Споменички комплекс обухвата и остатке илирског града Метеона и цркву светог Николе. Сталну поставку чини 486 експоната, а подељена је на три дела: историјски, књижевно-историјски и етнографски.

## Локација
Музеј се налази на Медуну, десетак километара од Подгорице. Антички град Медун (Метеон), који је био седиште илирског племена Лабеата, настао је у 4. веку п. н. е.. Музеј се налази у подножју медунске акрополе. До Музеја се може стићи из подгорице, само колима или бициклом, панорамским путем бр. 4 Круг око Корита. Испред Музеја постоји уређени паркинг.

## Историја
Иницијативу за отварање Музеја Марка Миљанова покренула је група ентузијаста, поштоваоца Марка Миљанова и његовог дела. У почетку ова група људи није имала ни један од потребних услова да би се основао музеј; ни концепцију, ни предмете, ни објекат. У то време у згради анашњег Музеја, иначе родној кући Марка Миљанова, налазила се школа. Имали су идеју и велику жељу да је реализују, што је, показало се, било и најбитније. Током рада на оснивању Музеја они су прикупљали предмете, будуће музејске експонате и изграђивали тематско-експозициони план поставке Музеја. Рукописи Марка Миљанова и рукописи преписивача његовог књижевног дела, од мноштва прикупљеног материјала, су свакако најзначајнији, како за Музеј тако и за стручну и научну популацију.
Музеј Марка Миљанова установљен је 23. октобра 1971. године отварањем сталне поставке. Прве године рада Музеја обележили су ентузијазам запослених у Установи и велика знатижеља јавности, не само становника Црне Горе већ становника целе тадашње државе Југославије, што је резултирало великим бројем посетилаца. Током земљотреса априла 1979. године зграда Музеја је била знатно оштећена. Реконструкцији и адаптацији објекта се приступило 1982. Грађевински радови трајали су, због недостатка новца, трајали пет година. Сво то време Музеј није био отворен за посетиоце, јер је првобитна музејска поставка била демонтирана због рестаурацијских радова. Радови на новој музејској експозицији су интензивирали 1987. године. Објекат Музеја је адаптиран и са новом поставком поново је отворен крајем 1987. године.

## Музејска поставка
Друга стална поставка има 486 експоната, иложених у просторима музеја. Подељена је на три тематске целине:
- Историјски део поставке презентује најзначајније моменте из живота Марка Миљанова као ратника и државника.
- Књижевно-истријски део представља Марка Миљанова као књижевника. У овој збирци се налазе рукописи, најстарија издања његових дела и богата преписка са савременицима. Као део збирке изложени су и лични предмети ове славне црногорске личности.
- Етнографски део поставке предочава посетиоцима неке од садржаја покућства, ношње, накита, оружја и употребних предмета домаћинства.[4] На овај начин су истакнуте карактеристике народног живота и обичаја овог краја.[1]

Музеј поседује и библиотеку, са више од 6000 наслова. У Музеју је могуће изнајмити аудио водич на црногорском и енглеском језику, који приближава изложене експонате и пружа много занимљивих информација.

### Зграда Музеја
Музеј Марка Миљанова је отворен у његовој кући, коју му је дао књаз Никола у трајно власништво после ослобођења Медуна 1876. године. У тој згради, која није сачувала првобитни изглед, јер је више пута надограђивана и реновирана, Марко Миљанов је написао своја најзначајнија дела. Увидевши значај просвете и образовања, он је зграду завештао не потомцима, већ тадашњем Министарству просвјете и црквених дјела, односно основној школи на Медуну. Са мањим прекидима у време ратова школа се у њој и налазила све до 1971. године, када је претворена у музеј посвећен овом најпознатијем и најславнијем Кучу. Као таква, зграда је сама по себи споменик културе. 
Сеоски амбијент, дело и величина Марка Миљанова, вредни експонати, видиковац на око 500 метара надморске висине, са којег се, по ведром дану, види скоро пола Црне Горе по ведрини, идеалан су не само културни, већ и туристички ресурс.

### Додела награде „Марко Миљанов”
У Музеју Марка Миљанова маја месеца одржава се свечана додела књижевне награде „Марко Миљанов”. Награду од 1974. године додељује Удружења књижевника Црне Горе. Правилником о додели ове књижевне предвиђено је да право учешћа на конкурсу имају аутори, чланови Удружења књижевника Црне Горе и аутори ван граница Црне Горе који пишу на српском језику и ћириличном писму.

## Критике
Постоје и критике ове поставке и ентеријера. Према неким мишљењима, поставка је урађена савремено и модерно, чиме је нарушена аутентичност и меморијалност у ентеријеру објекта. Такође није сачувано ништа од аутентичности ентеријера, а прозори су затворени паноима, што изоставља природно свијетло и проветравање. Критике се такође односе и на тачност података наведених у поставци, као и на недостатак фотографија ћерки Марка Миљанова и других битних предмета, иако они постоје у музејским фондовима. Примедбе се такође односе и на распоред експоната, који није у потпуности испоштовао ни хронологију ни тематику сваке поједине целине.
У Музеју је, током октобра 2018. године, извршена ревизија музејског материјала.